# Nadwozie samonośne

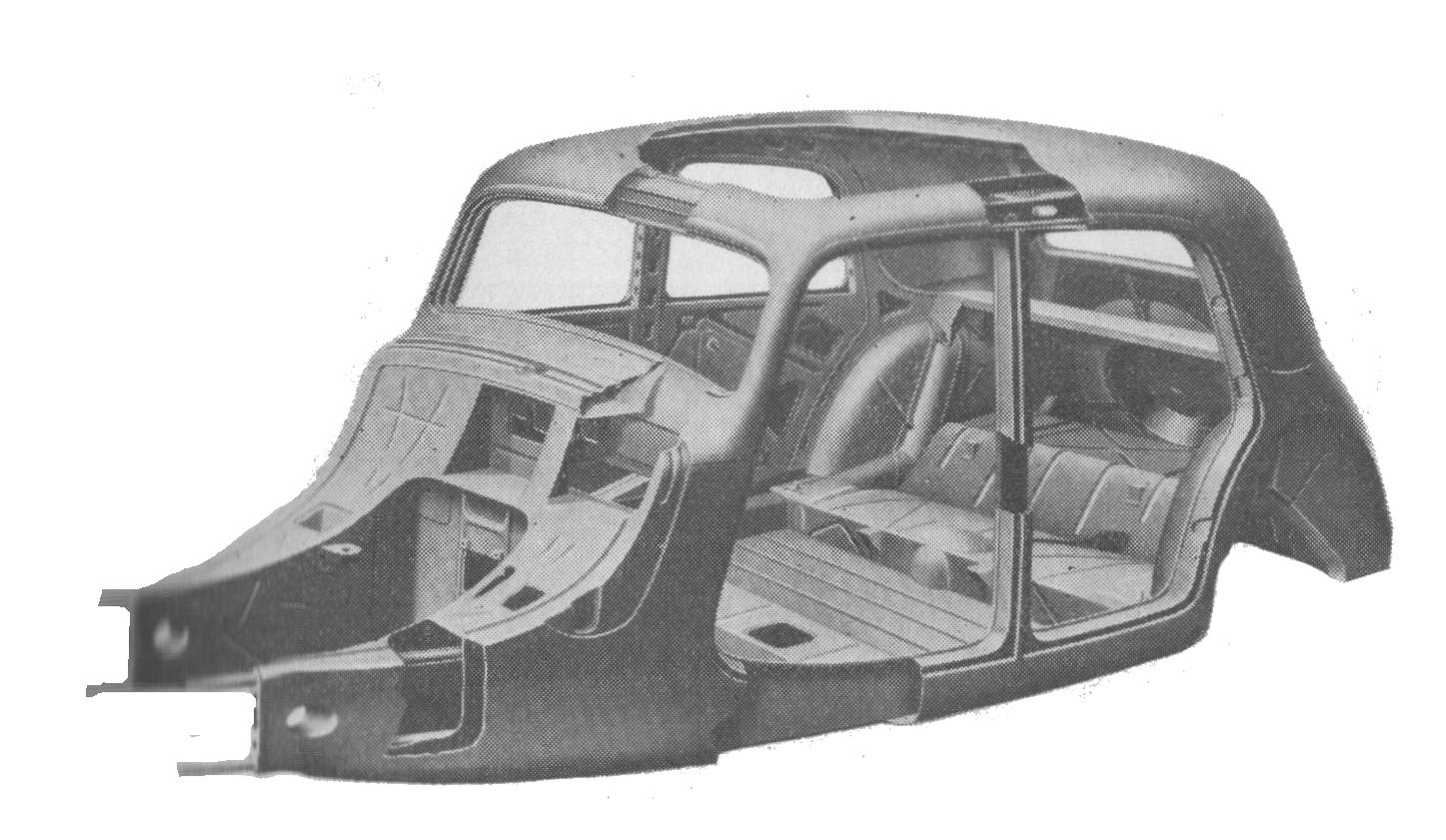
Nadwozie samonośne

Nadwozie samonośne (z fr. monocoque) – rodzaj nadwozia, gdzie elementem nośnym jest samo pudło będące belką nośną, dzięki czemu  wyeliminowano podział na podwozie ramowe oraz karoserię nieniosącą na nim osadzoną (np. samochody ciężarowe). 
Stosowanie nadwozi samonośnych spowodowało bardzo znaczny spadek masy pojazdów oraz wzrost ich wytrzymałości zderzeniowej. Pośrednią konstrukcją jest nadwozie półniosące, gdzie karoseria jest przykręcana na sztywno do lekkiej ramy.

## Budowa
Nadwozie samonośne składa się z:
- płyty podłogowej (w samochodach osobowych i autobusach niskopodłogowych)
- kratownicy (w autobusach dalekobieżnych) lub ostoi (w konstrukcjach kolejowych)
- struktury nośnej nadwozia (słupki boczne, wzmocnienia dachowe itp.)

## Zastosowanie
Nadwozie samonośne najczęściej jest stosowane w konstrukcjach pojazdów. Pierwszym samochodem z nadwoziem samonośnym była Lancia Lambda, następnie powstały nadwozia trolejbusowe Vetra, furgonów Chenard&Walcker i autobusowe, gdzie pierwszy był w 1942 r. Chausson, którego nadwozie było także stosowane jako trolejbusowe. 
Pierwsze polskie konstrukcje samonośne pochodzą z lat pięćdziesiątych XX wieku i są to: Mikrus MR-300 w zakresie samochodów osobowych, i San H01 w dziedzinie autobusów, jednak oba pojazdy nie odegrały znaczącej roli w polskiej motoryzacji.
Rozwój nadwozi samonośnych doprowadził m.in. do powstania autobusów i tramwajów niskopodłogowych.